# Undead Labs
Undead Labs LLC — це американська студія розробки відеоігор, що базується у місті Сіетл, штату Вашингтон. Була заснована в 2009 році Джеффом Штрейном (Jeff Strain), колишнім співробітником компанії Blizzard Entertainment та одним із засновників ArenaNet. 10 червня 2018 року було оголошено, що Microsoft уклала угоду про придбання студії.

## Історія
Студія Undead Labs була заснована у 2009 році Джеффом Штрейном з конкретним фокусом на іграх в жанрі зомбі. В лютому 2011 року Undead Labs заявила про співпрацю з Microsoft Game Studios для публікації своїх ігор на платформах Xbox 360, а згодом й Xbox One. Це рішення було зроблено після того, як більшість інших видавців, що виявили інтерес до продукції, вимагали того, що вони називають «World of Warcraft». Перша гра «State of Decay» побачила світ на платформі Xbox 360 5 червня 2013 року та на платформі Microsoft Windows 5 листопада 2013 року.
11 січня 2014 року було оголошено про те, що Undead Labs підписала багаторічну угоду з Microsoft Studios на видання своєї продукції. Джефф Штрейн заявив, що перший State of Decay є «лише початком довгострокових амбіцій» (Undead Labs), і говорив про безліч наступних проектів, що потенційно увійдуть до франшизи.
На E3 2018 року Microsoft оголосила, що уклала угоду про придбання Undead Labs до Microsoft Studios.

## Розроблені ігри
Посилання: ігри State of Decay, State of  Decay 2.
State of Decay (колишній Class3) — гра з відкритим ігровим світом в жанрі зомбі survival horror. Але на відміну від таких ігор, як Left 4 Dead і Dead Island, в State of Decay увага більше концентрується на виживанні, непомітності, ухиленні, відволіканні, закріпленні ресурсів та руху в ігровому світі, а не самому винищенню зомбі. 12 квітня 2013 року була офіційно оголошено про вихід гри в червні 2013 року на Xbox Live Arcade та Microsoft Windows. 5 червня 2013 року State of Decay побачив світ на Xbox Live Marketplace.
5 серпня 2014 року Undead Labs анонсувала Free-to-play рольову гру Moonrise для платформ iOS та Android.Після обмежених випусків на iOS у Канаді, з 3 грудня в Данії та Швеції, —  на початку березня було запущено бета-версію на платформі Steam, після чого 27 травня гра потрапила у ранній доступ («Early Access»). Проте пізніше він був скасований. Android та iOS виступали в якості оригінальних запланованих платформ для випуску по всьому світі, але версія Android так ніколи і не з'явилась, оскільки ця гра була закрита ще в бета-версії.
На PAX Prime 2014, Undead Labs та Microsoft оголосили про вихід нової версії State of Decay під назвою State of Decay: One-Year Survival Edition.
Під час E3 2016 Undead Labs і Microsoft анонсували появу State of  Decay 2, що побачить світ 22 травня 2018 року. Гра може потрапити у програму Xbox Play Anywhere, тобто одна покупка надає доступ до версій Windows 10 та Xbox One.
22 травня 2018 року з'являється сиквел State of Decay 2, як RPG гра в жанрі зомбі survival horror для платформ Xbox One та Windows 10.
Список відеоігор розроблених Undead Labs:
| Рік  | Назва продукції  | Жанр                         | ПК      | 7 покоління | 8 покоління | Інше | Статус                |
| ---- | ---------------- | ---------------------------- | ------- | ----------- | ----------- | ---- | --------------------- |
| 2013 | State of Decay   | Рольова гра, survival horror | Windows | Xbox 360    | N/A         | N/A  | Вийшла                |
| 2014 | Moonrise         | Рольова гра                  | N/A     | N/A         | N/A         | iOS  | Закрита в бета-версії |
| 2018 | State of Decay 2 | Рольова гра, survival horror | Windows | N/A         | Xbox One    | N/A  | Вийшла                |